# Une fille pour les cannibales
Pour plus de détails, voir Fiche technique et Distribution.
Une fille pour les cannibales (Mondo cannibale) est un film de cannibales réalisé par Jesús Franco et Francesco Prosperi, sorti en 1980, qui met en vedette Sabrina Siani.
Le film est l'un des deux films mis en scène par Jesús Franco mettant en vedette Al Cliver.

## Synopsis
Un père (Al Cliver) tente de sauver sa fille adolescente (Sabrina Siani) d'une tribu de  mangeurs d'hommes primitifs qui ont fait de la fille leur reine.

## Fiche technique
Sauf indication contraire, les informations mentionnées dans cette section peuvent être confirmées par la base de données cinématographiques IMDb,  présente dans la section « Liens externes ».
- Titre original : Mondo cannibale[1]
- Titre français : Une fille pour les cannibales ou L'Emprise des Cannibales ou La Déesse cannibale ou Les Cannibales ou Mondo cannibale ou La Déesse des barbares ou La Déesse de la tribu perdue ou La Déesse blonde ou Mangeurs d'hommes[2]
- Titre italien : La dea cannibale[1]
- Titre espagnol : El caníbal
- Titre allemand : Die blonde Göttin ou Mondo Cannibale 3 – Die blonde Göttin der Kannibalen[3] ou Mondo Kannibalen
- Réalisation : Jesús Franco, Francesco Prosperi[1]
- Scénario : Jean Rollin, Daniel Lesoeur (sous le nom de « A. L. Mariaux »), Jesús Franco (sous le nom de « Jeff Manner »)[1]
- Photographie : Luis Colombo, Juan Soler
- Montage : Antonio Hermand, Roland Grillon
- Musique : Roberto Pregadio[1]
- Décors : Carlos Franco
- Effets spéciaux : Michael Nizza
- Assistant réalisateur : Claude Plaut
- Producteur : Marius Lesœur, Daniel-Simon Lesœur, Julian Esteban, Franco Prosperi[2]
- Sociétés de production : Eurociné, Eurofilm, J.E. Films, Lisa Film[1]
- Pays de production :  France -  Espagne -  Italie -  Allemagne de l'Ouest[2]
- Langue de tournage : français[4]
- Format : Couleur (Telecolor) - 1,85:1 - Son mono - 35 mm
- Genre : Film d'épouvante[4], film de cannibales
- Durée : 90 minutes (1h30[1])
- Dates de sortie :
  - Italie : 15 septembre 1980
  - Allemagne de l'Ouest : 28 novembre 1980
  - France : 21 octobre 1981

## Distribution
- Sabrina Siani : Léna Taylor
- Al Cliver : Jeremy Taylor
- Antonio Mayans (sous le nom de « Robert Forster ») : Yakaké, le fils du sorcier
- Jérôme Foulon : Le photographe
- Shirley Night : Barbara Shelton
- Oliver Mathot : Charles Fenton
- Lina Romay (sous le nom de « Candy Coster ») : Ana
- Anouchka Lesoeur : Le bébé de Léna
- Pamela Stanford : Elisabeth Taylor
- Jesús Franco : Martin, le guide portugais
- Anne-Marie Rosier : Une participante du safari